# Nadezjda Doebovitskaja
Nadezjda Doebovitskaja (ook Nadja genoemd) (Russisch: Наде́жда Васильевна Дубови́цкая) (Semey, 12 maart 1998) is een Kazachs atlete, gespecialiseerd in hoogspringen. Ze is de Aziatisch recordhoudster in deze discipline (outdoor en indoor) en behaalde een bronzen medaille op de wereldindoorkampioenschappen van 2022.

## Biografie
In 2016 nam Doebovitskaja voor het eerst deel aan internationale wedstrijden, ze sprong naar het zilver tijdens de Aziatische kampioenschappen voor junioren in Ho Chi-Minh en nam ook deel bij het WK voor junioren.
In juni 2021 werd ze de eerste Aziatische vrouw ooit die over 2 meter sprong, dit deed ze tijdens de Kazachs kampioenschappen. Hiermee verbrak ze het Aziatisch record van haar landgenote Marina Aitova met 1 centimeter.
Op het WK Indoor in 2022 behaalde ze een bronzen medaille met een sprong van 1,98 m, een evenaring van het Aziatische indoorrecord.
In 2023 won ze haar eerste gouden medaille op een internationaal kampioenschap. Dit deed ze tijdens de Aziatische kampioenschappen indoor, ze sprong net als Kristina Ovtsjinnikova 1,98 m, maar Ovtsjinnikova had al 3 foutieve pogingen bij eerdere hoogtes.

## Kampioenschappen
| Discipline   | Titel                     | Jaar                               |
| ------------ | ------------------------- | ---------------------------------- |
| Hoogspringen | Kazachs indoorkampioene   | 2017, 2018, 2019, 2021, 2022, 2023 |
| Hoogspringen | Kazachs kampioene         | 2019, 2021, 2023                   |
| Hoogspringen | Aziatisch indoorkampioene | 2023                               |

## Persoonlijke Records
| Discipline             | Prestatie | Datum         | Locatie  |
| ---------------------- | --------- | ------------- | -------- |
| Hoogspringen (indoor)  | 1,98 m    | 19 maart 2022 | Belgrado |
| Hoogspringen (outdoor) | 2,00 m    | 8 juni 2021   | Almaty   |

## Palmares

### Hoogspringen
- 2016:  Aziatisch Kampioenschap junioren - 1,74 m
- 2017:  Kazachs kampioenschap indoor - 1,80 m
- 2017:  Kazachs kampioenschap - 1,80 m
- 2017: 6e Aziatisch kampioenschap - 1,75 m
- 2018:  Kazachs kampioenschap indoor - 1,80 m
- 2018:  Aziatisch kampioenschap indoor - 1,80 m
- 2018:  Kazachs kampioenschap - 1,75 m
- 2018:  Aziatische Spelen in Jakarta - 1,84 m
- 2019:  Kazachs kampioenschap indoor - 1,84 m
- 2019:  Aziatisch kampioenschap - 1,88 m
- 2019: 6e Universiade - 1,80 m
- 2019:  Kazachs kampioenschap - 1,84 m
- 2020:  Kazachs kampioenschap indoor -1,80 m
- 2021:  Kazachs kampioenschap indoor - 1,92 m
- 2021:  Kazachs kampioenschap - 2,00 m
- 2021: 28e (kwalificatie) Olympische spelen in Tokio - 1,86 m
- 2022:  Kazachs kampioenschap indoor - 1,96 m
- 2022:  WK Indoor - 1,98 m
- 2023:  Kazachs kampioenschap indoor - 1,88 m
- 2023:  Aziatisch kampioenschap indoor 1,89 m
- 2023:  Kazachs kampioenschap - 1,88 m
- 2023: 4e Universiade - 1,84 m
- 2023: 9e WK in Boedapest - 1,90 m
- 2023:  Aziatische spelen in Hangzhou - 1,86 m

#### Podiumplaatsen en finales diamond league
- 2022:  Prefontaine Classic - 1,93 m
- 2022: 4e Weltklasse Zürich (finale) - 1,91 m
- 2023:  Meeting International Mohammed VI d'Athletisme de Rabat - 1,87 m